# The light of smiles
The light of smiles is het vierde studioalbum dat Gary Wright als soloartiest uitgaf; het verscheen in 1977. Gary Wright zette de muziek van zijn vorige album The dream weaver voort maar gaf hier meer bloot van zijn ontmoetingen met de Indiase cultuur. Titels als The light of smiles, Who am I?, Empty inside en Child of light zijn direct dan wel indirect toe te wijzen aan zijn kennismaking met het gedachtegoed van Paramahansa Yogananda (metaphysical meditations).  Daartegenover staan Silent fury en Phantom writer als soul-, funkachtige rocksongs. Het was net als zijn voorganger opgenomen in de Sound Labs. te Los Angeles.

## Musici
- Gary Wright – zang, toetsinstrumenten
- Peter Reilich, David Foster, toetsinstrumenten
- Steve Porcaro – Moogbas in Silent fury
- Art Wood – slagwerk
- Lorna Wright, Bettye Sweet, David Pomeranz, Gary Wright – achtergrondzang
- Justin Wright – I am the sky

## Muziek
Alle van Gary Wright, tenzij aangegeven:

| Nr. | Titel                            | Duur |
| --- | -------------------------------- | ---- |
| 1.  | Water sign                       | 4:32 |
| 2.  | Time machine                     | 3:40 |
| 3.  | I am the sky (Yogananda, Wright) | 0:40 |
| 4.  | Who am I                         | 3:15 |
| 5.  | Silent fury                      | 4:20 |
| 6.  | Phantom writer                   | 3:29 |
| 7.  | The light of smiles              | 3:26 |
| 8.  | I’m alright                      | 3:35 |
| 9.  | Empty inside                     | 3:30 |
| 10. | Are you wheepin’                 | 4:02 |
| 11. | Child of light                   | 4:56 |

De track Who am I? kreeg later van Gary Wright zelf het antwoord met zijn album Who I am.

## Notering
Het album haalde drie weken notering in de voorloper van de Album Top 100:
| Hitnotering: 29-01-1977 t/m 18-2-1977 | Hitnotering: 29-01-1977 t/m 18-2-1977 | Hitnotering: 29-01-1977 t/m 18-2-1977 | Hitnotering: 29-01-1977 t/m 18-2-1977 | Hitnotering: 29-01-1977 t/m 18-2-1977 |
| Week:                                 | 1                                     | 2                                     | 3                                     | uit                                   |
| ------------------------------------- | ------------------------------------- | ------------------------------------- | ------------------------------------- | ------------------------------------- |
| Positie:                              | 16                                    | 14                                    | 16                                    | uit                                   |